# Bülkau
Bülkau is een dorp en gemeente in de Duitse deelstaat Nedersaksen. De gemeente was onderdeel van de Samtgemeinde Am Dobrock in het Landkreis Cuxhaven. Die samtgemeinde fuseerde per 1 januari 2016 met de Samtgemeinde Land Hadeln, waarbij Land Hadeln de naam werd voor de nieuwe samtgemeinde.  Bülkau telt 849 inwoners. Naast het dorp Bülkau omvat de gemeente ook het dorp Bovenmoor.
- Gemeinsame Normdatei: 2110326-4
- Virtual International Authority File: 135550911